# PS Kalamata
Podosferikos Silogos Kalamata (gr. Ποδοσφαιρικός Σύλλογος Καλαμάτα) – grecki klub piłkarski z siedzibą w Kalamacie.

## Historia
Klub PS Kalamata został założony w 1967, a w 1972 po raz pierwszy awansował do Alpha Etniki. Pobyt w greckiej ekstraklasie trwał tylko sezon, podobnie jak w latach 1974–1975. Przez następne dwie dekady klub występował poza ekstraklasą. W 1995 Kalamata powróciła na trzy sezony do Alpha Etniki. Ostatni raz do greckiej ekstraklasy Kalamata awansowała w 1999 i pobyt jej trwał dwa lata.
W sezonie 1999–2000 trenerem Kalamaty był Jacek Gmoch i zajął z nią najwyższe w jej historii 9. miejsce w Alpha Etniki. Od 2001 klub zaczął spadać w futbolowej hierarchii. Obecnie Kalamata występuje w Superleague Ellada 2, która jest drugą klasą rozgrywkową.

## Sukcesy
- Mistrzostwo Beta Etniki (2): 1972, 1974.
- 7 sezonów w Alpha Etniki: 1972–1973, 1974–1975, 1995–1998, 1999–2001.

## Sezony w pierwszej lidze
| Sezon     | Uzyskane Miejsce |
| --------- | ---------------- |
| 1972-73   | 15 (spadek)      |
| 1974-75   | 17 (spadek)      |
| 1995-96   | 13               |
| 1996-97   | 11               |
| 1997-98   | 17 (spadek)      |
| 1999-2000 | 9                |
| 2000-2001 | 15 (spadek)      |

## Europejskie puchary
Legenda do wszystkich tabel:
- Q – runda eliminacyjna, 1/16, 1/8, 1/4, 1/2 – odpowiednia faza rozgrywek, Grupa – runda grupowa, 1r gr – pierwsza runda grupowa, 2r gr – druga runda grupowa, F – finał, R – runda, PO – play-off
- k. – rzuty karne, los. – losowanie, Dogr. – dogrywka, w. – zasada bramek strzelonych na wyjeździe

| Sezon | Rozgrywki        | Runda | Przeciwnik   | Dom | Wyjazd | Ogólnie |
| ----- | ---------------- | ----- | ------------ | --- | ------ | ------- |
| 2000  | Puchar Intertoto | 3R    | Chmel Blšany | 0–3 | 0–5    | 0–8     |